# Cole
Cole je priimek več oseb:
- Adrian Trevor Cole, avstralski vojaški pilot
- Ashley Cole, angleški nogometaš
- Carolyn Cole, ameriška fotografinja
- Eric Stuart Cole, britanski general
- Kyla Cole, slovaški fotomodel, igralka in televizijska voditeljica
- Natalie Cole, ameriška pevka in igralka
- Thomas Cole, angleško-ameriški slikar
- William Scott Cole, britanski general